# Vztyčení vlajky nad Reichstagem

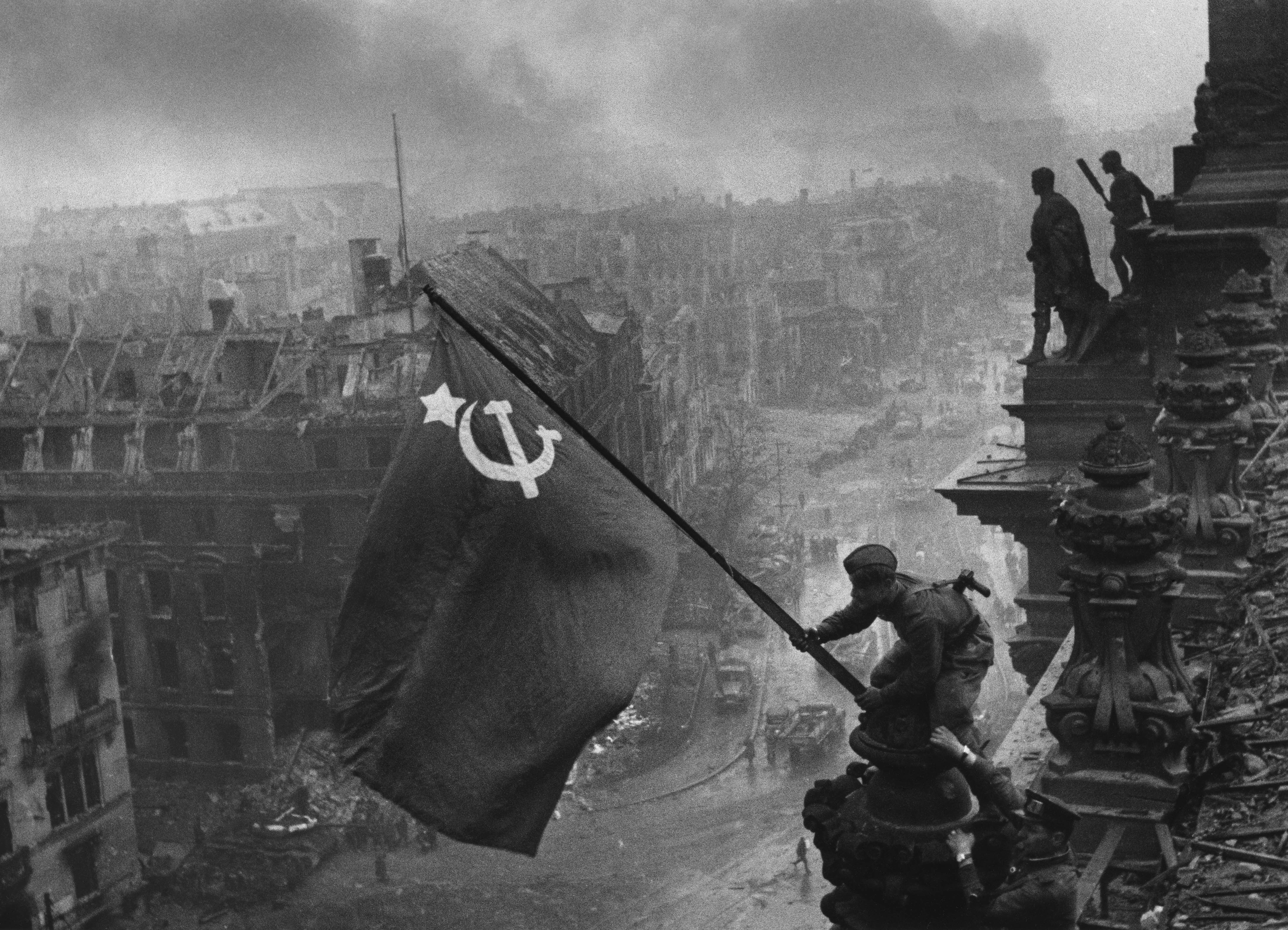
Vztyčení vlajky nad Reichstagem (původní neretušovaný snímek)

Vztyčení sovětské vlajky nad Reichstagem (rusky Знамя Победы над рейхстагом, Znamja Pobědy nad rejchstagom, česky Prapor vítězství nad Říšským sněmem) je ikonická válečná fotografie zachycující vztyčení sovětské vlajky na střeše budovy Říšského sněmu v Berlíně. Fotograf Rudé armády Jevgenij Chalděj ji pořídil 2. května 1945 v závěrečné fázi druhé světové války.

## Historie
První voják měl vylézt na střechu německého Říšského sněmu se sovětskou vlajkou již 30. dubna 1945, ještě dřív, než byla budova definitivně dobyta. Do rukou maršála Žukova do štábu Rudé armády došly zprávy, že to dokázali buď M. M. Bondar, nebo kapitán V. N. Makov. Prokazatelné je to až stejného dne ve 22:40 v noci, přestože zdroje se rozcházejí v tom, kdo vlajku vynesl. Uvádějí se jména Michaila Minina nebo též jeho kolegů z oddílu Grigorije Bulatova, Rachimžana Koškarbajeva a Alexeje Bobrova. Ve tři hodiny v noci jiná dvojice Michail Jegorov a Meliton Kantarija umístila na střechu Reichstagu vlajku, která je nyní jako „prapor vítězství“ ve sbírkách ruského Muzea ozbrojených sil. Němcům se podařilo vlajku odstranit hned ráno a boje o Říšský sněm pokračovaly ještě další dva dny.
Světoznámá fotografie tak byla pořízena až o tři dny později, 2. května. Autorem snímku byl sovětský fotograf Jevgenij Chalděj. Je tak rekonstrukcí skutečné události.
Snímek byl poprvé zveřejněn 13. května 1945 v časopise Ogoňok. Rychle se stal velmi populárním a byl přetiskován v řadě dalších periodik a knih. Stal se jednou z významných historických fotografií, dokumentujících klíčové události 20. století.

## Pořízení fotografie a její úpravy
Scéna byla pečlivě připravena. Chalděj naaranžoval jiného vojáka se sovětskou vlajkou na střechu až poté, co byl Reichstag dobyt. První voják na budovu Říšského sněmu vylezl totiž ve večerních hodinách, což bylo pro fotografické účely nevhodné. 
Stejně jako řada dalších sovětských fotografií nebyla fotografie ušetřena před ideologickými, či jinými zásahy. Sám Chalděj po návratu do Moskvy jej upravil. Pomocí jehly vyretušoval hodinky ze zápěstí sovětského vojáka, neboť přítomnost několika náramkových hodinek nasvědčovala zakázanému rabování, a také zdůraznil kouř nad berlínskými ruinami v pozadí, aby dodal scéně na dramatičnosti.
Do dnešní doby se vedou diskuze o identitě vojáků, kteří vlajku na budově Říšského sněmu pro Chaldějovu fotografii vztyčili. Zatímco oficiální verze uvádí, že šlo přímo o Kantariju s Jegorovem, Chalděj ve svých vzpomínkách zmiňuje 2. května na ulici náhodou oslovené vojáky, kterými byli Alexej Kovaljov, Abdulachim Ismailov a Leonid Goryčev.

## Galerie

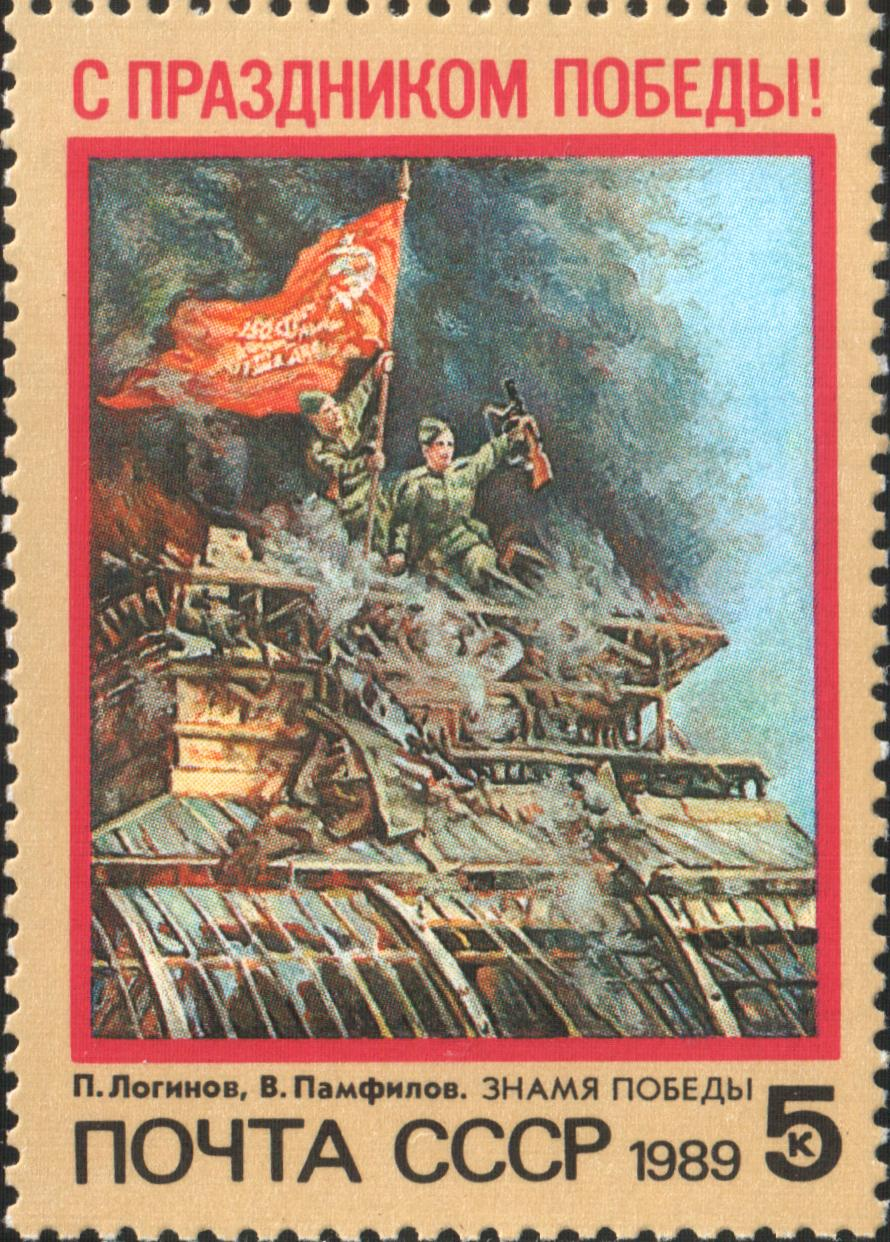
Sovětská známka (1989)
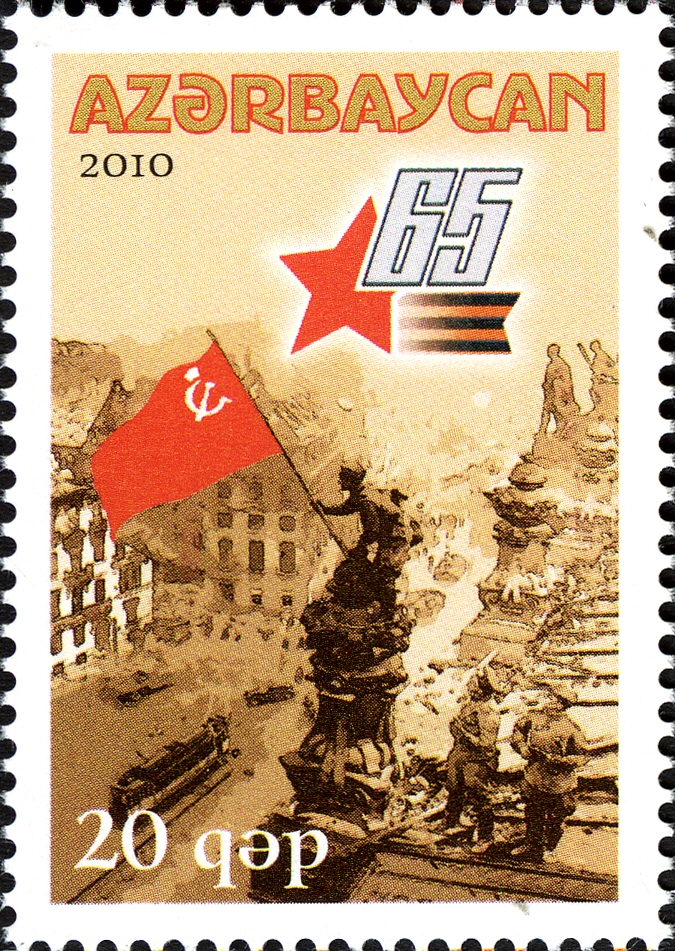
Ázerbájdžánská známka (2010)
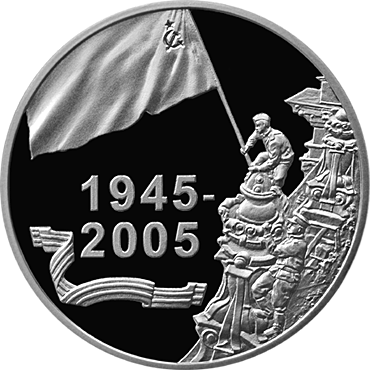
Běloruská pamětní stříbrná mince  (2005)
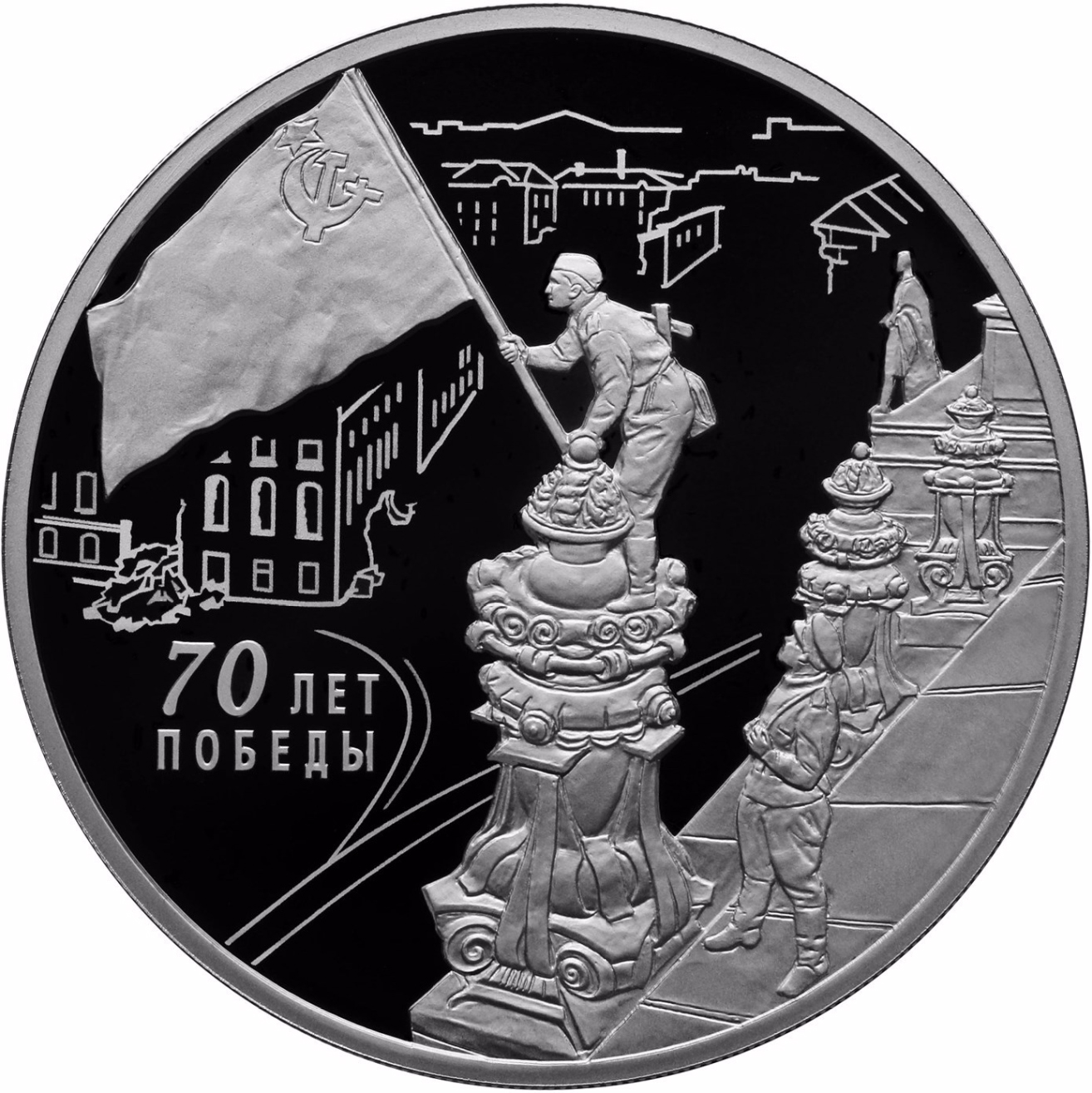
Pamětní mince vydaná ruskou centrální bankou  (2015)
Digitálně vytvořená sovětská vlajka zobrazená na fotografii